# Refrancore
Refrancore é uma comuna italiana da região do Piemonte, província de Asti, com cerca de 1.560 habitantes. Estende-se por uma área de 13 km², tendo uma densidade populacional de 120 hab/km². Faz fronteira com Asti, Castagnole Monferrato, Castello di Annone, Montemagno, Quattordio (AL), Viarigi.

## Demografia
| Variação demográfica do município entre 1861 e 2011                               |
|                                                                                   |
| Fonte: Istituto Nazionale di Statistica (ISTAT) - Elaboração gráfica da Wikipedia |